# Monthermé
Monthermé is een plaats in het noorden van Frankrijk, in de Franse Ardennen. Monthermé ligt aan weerszijden van de Maas, een brug verbindt beide delen van de plaats. In deze plaats mondt de rivier de Semois uit, welke vanuit België westwaarts richting Maas stroomt. Monthermé telde op 1 januari 2022 2.155 inwoners.

## Geografie
De oppervlakte van Monthermé bedroeg op 1 januari 2022 32,33 vierkante kilometer; de bevolkingsdichtheid was toen 66,7 inwoners per km².
De onderstaande kaart toont de ligging van Monthermé met de belangrijkste infrastructuur en aangrenzende gemeenten.

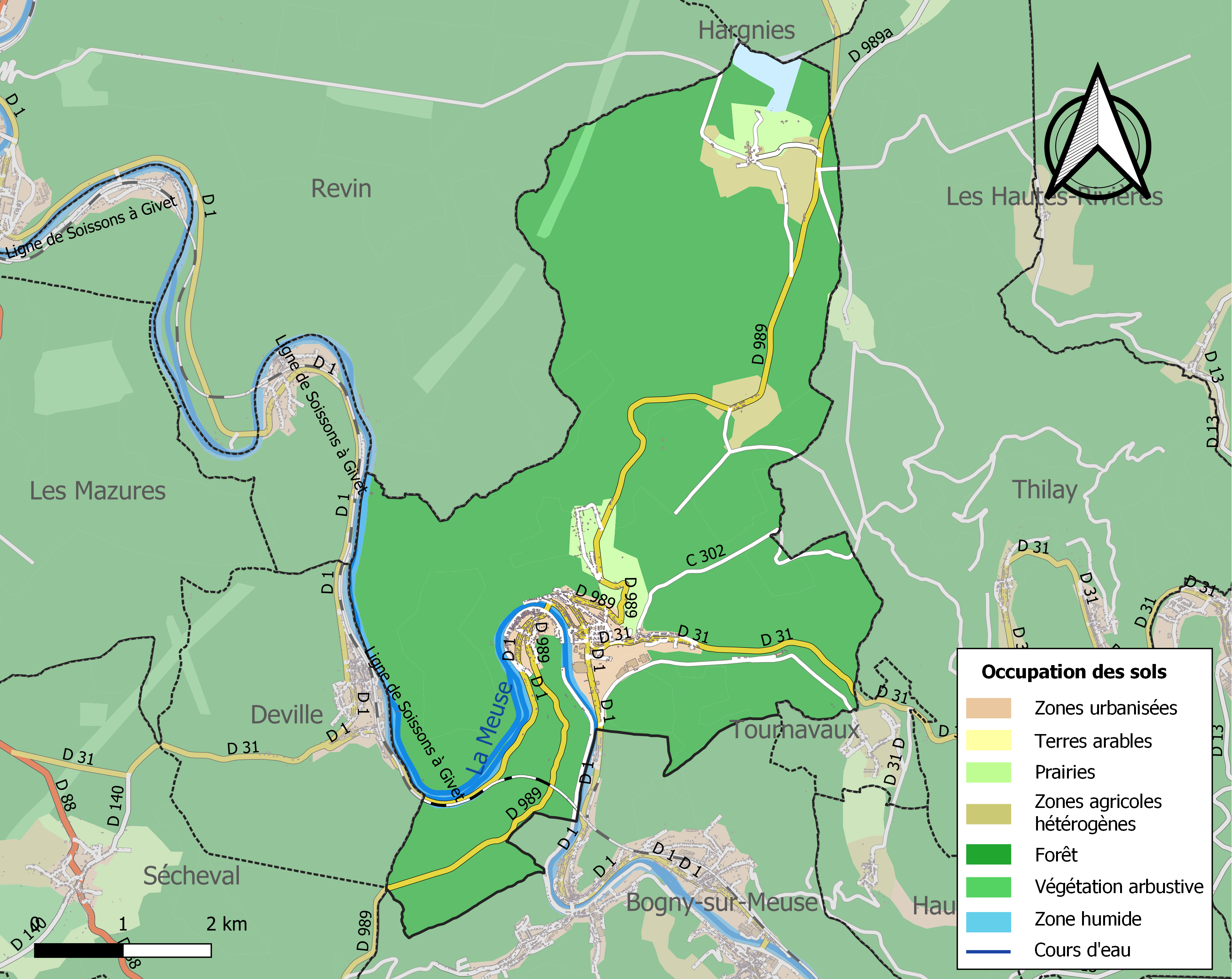

## Demografie
Onderstaande figuur toont het verloop van het inwonertal.
Vanwege een beveiligingsprobleem met de MediaWiki Graph-software is het momenteel niet mogelijk deze grafiek weer te geven. Zodra de software is bijgewerkt zal de grafiek vanzelf weer zichtbaar worden.

## Geboren in Monthermé
- William Degouve de Nuncques, 1867-1935, Belgisch schilder

## Afbeeldingen

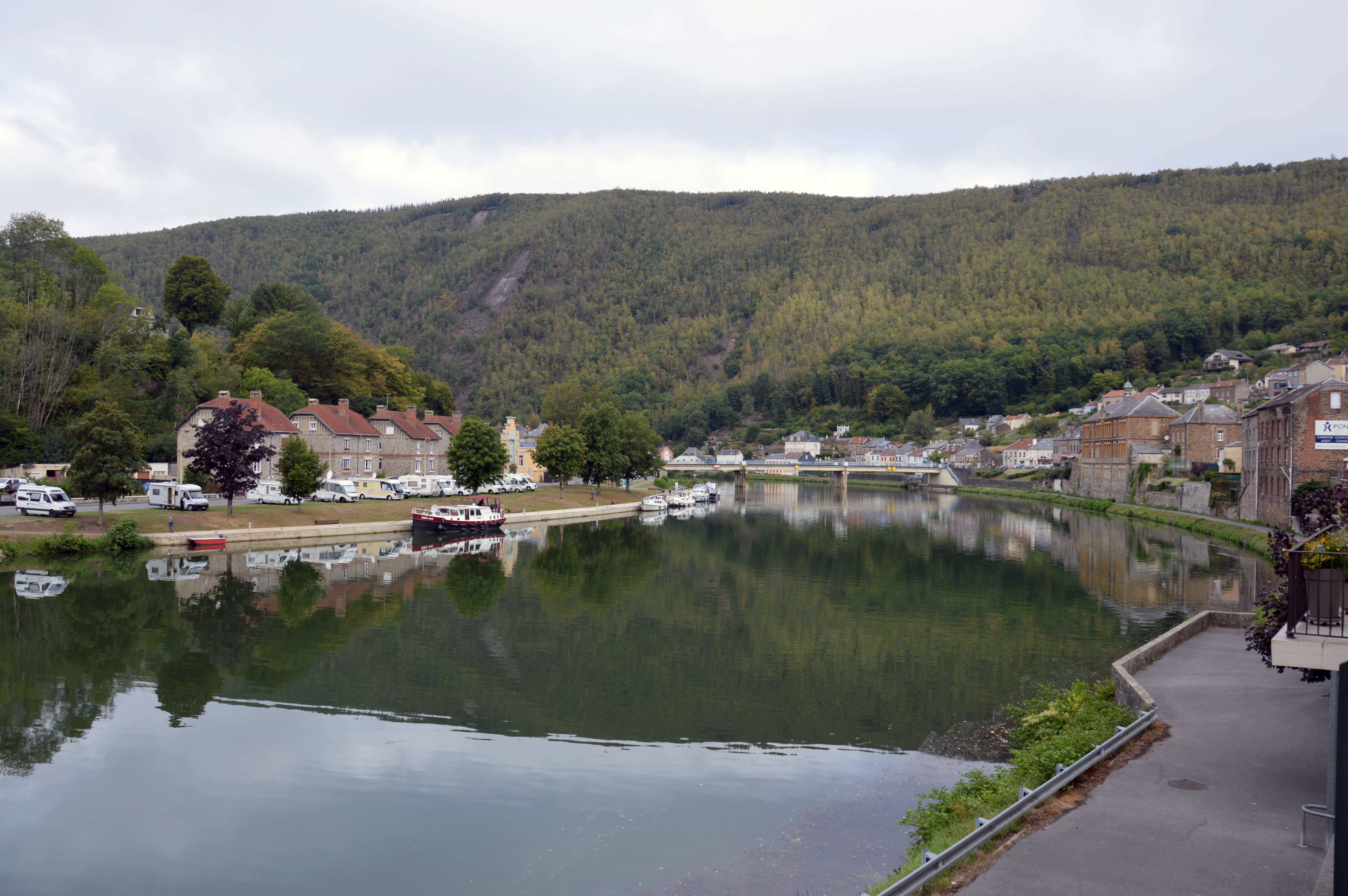
De Maas in Monthermé
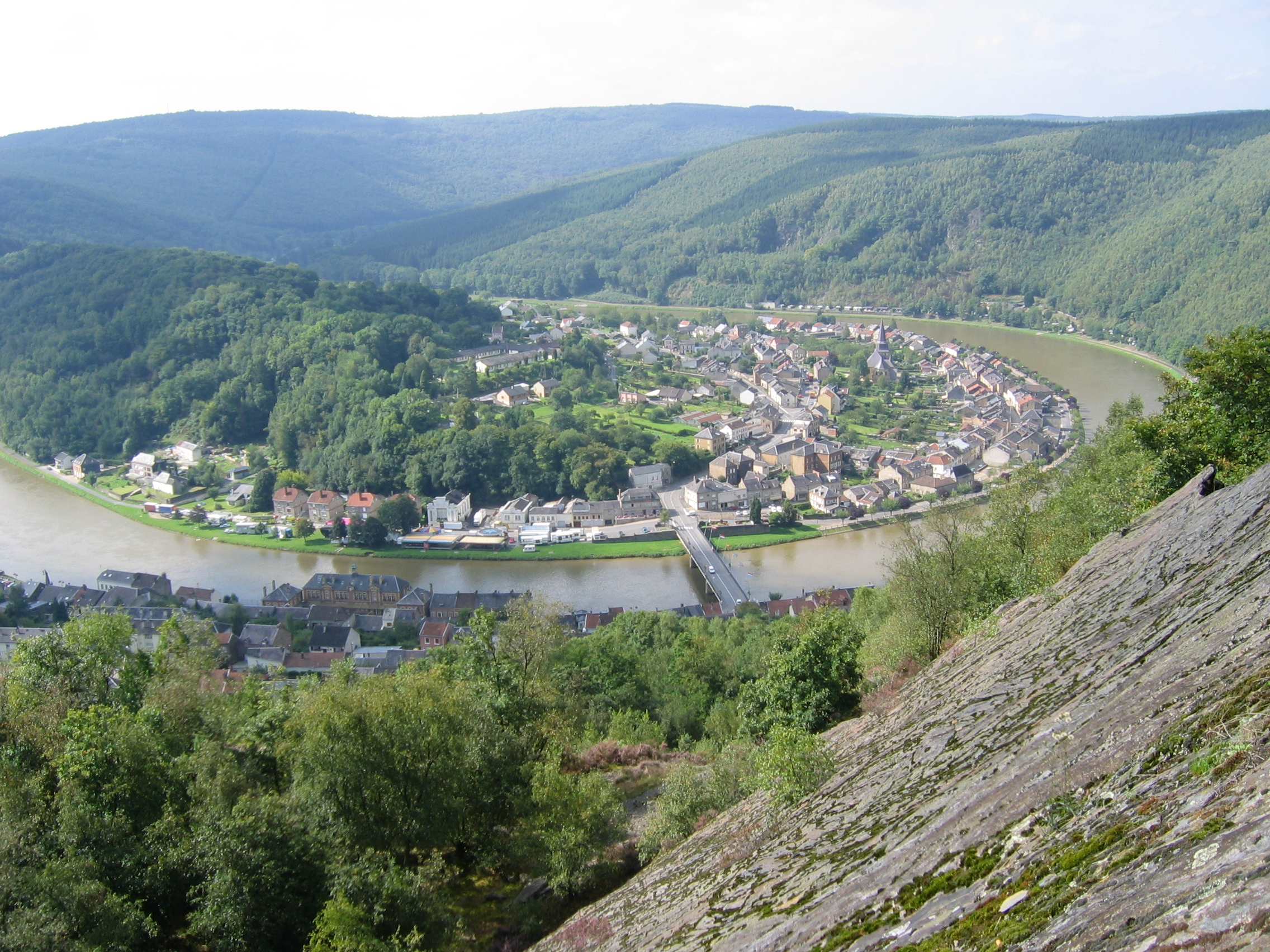
Monthermé in de bocht van de Maas
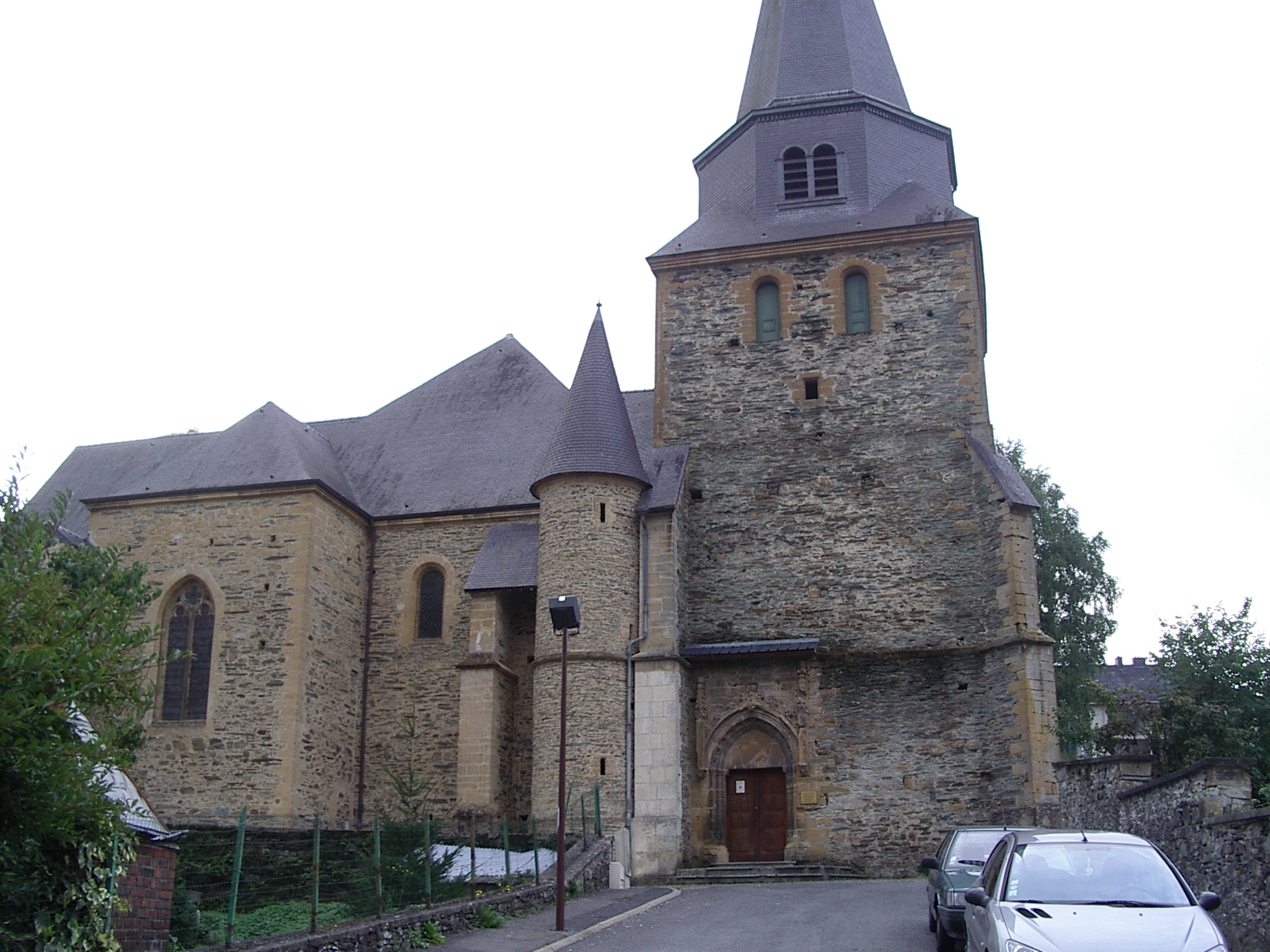
Église Saint-Léger
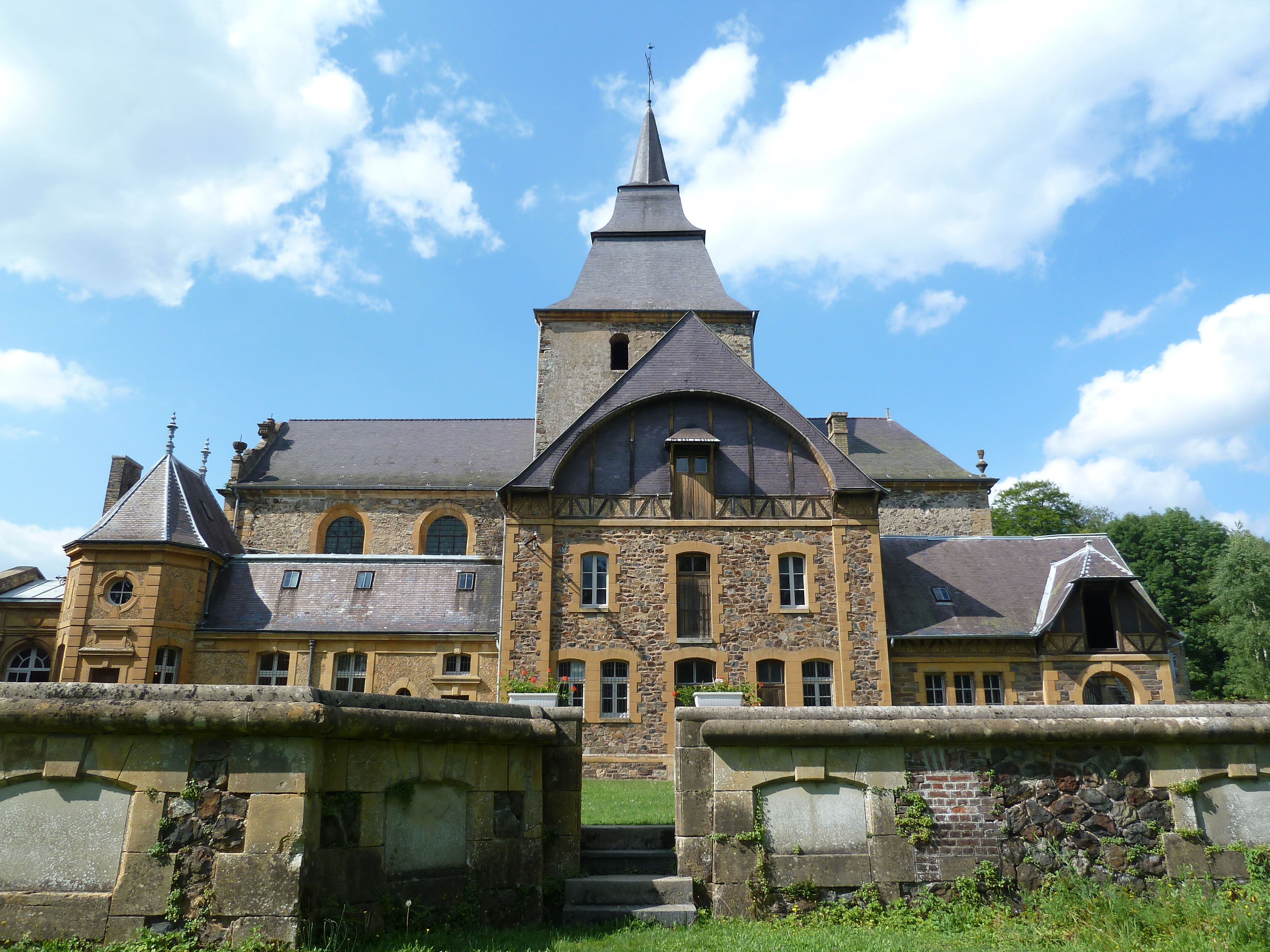
Abdij van Laval-Dieu
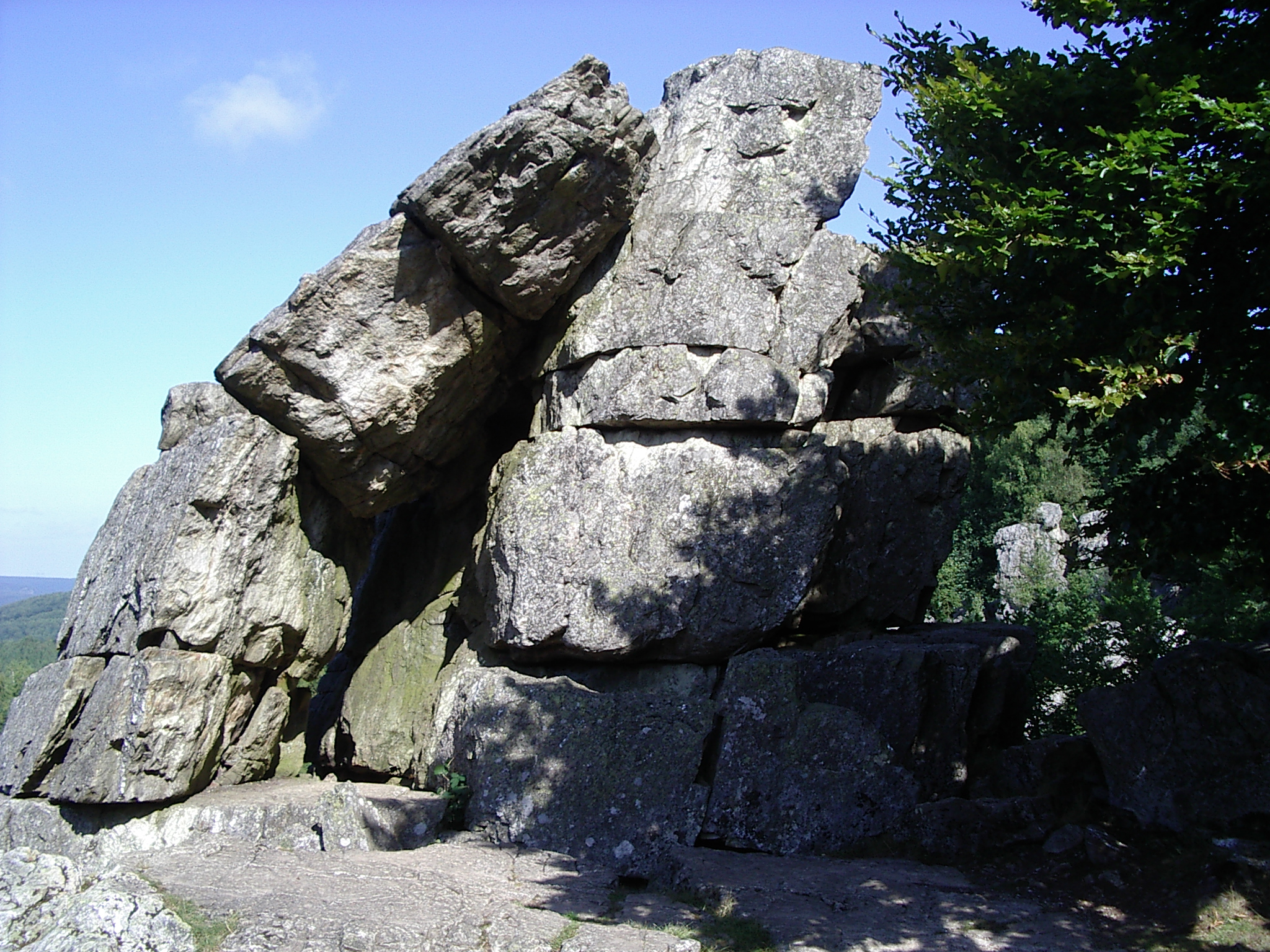
Roc la Tour, een klimrots